# Cătina, Cluj
Cătina este satul de reședință al comunei cu același nume din județul Cluj, Transilvania, România.

## Vezi și
- Biserica romano-catolică din Cătina

## Galerie de imagini

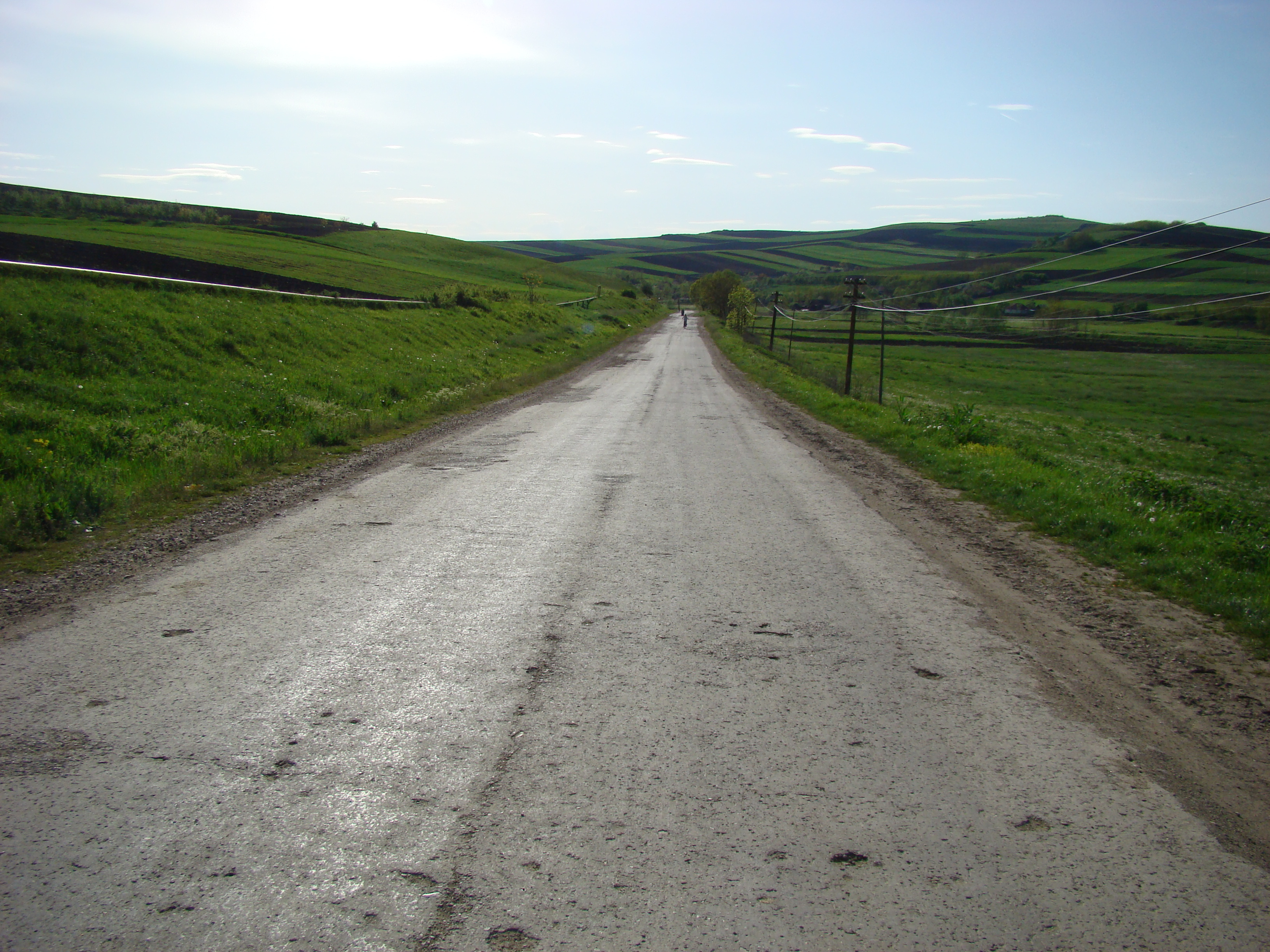
Drumul Hodaie-Cătina
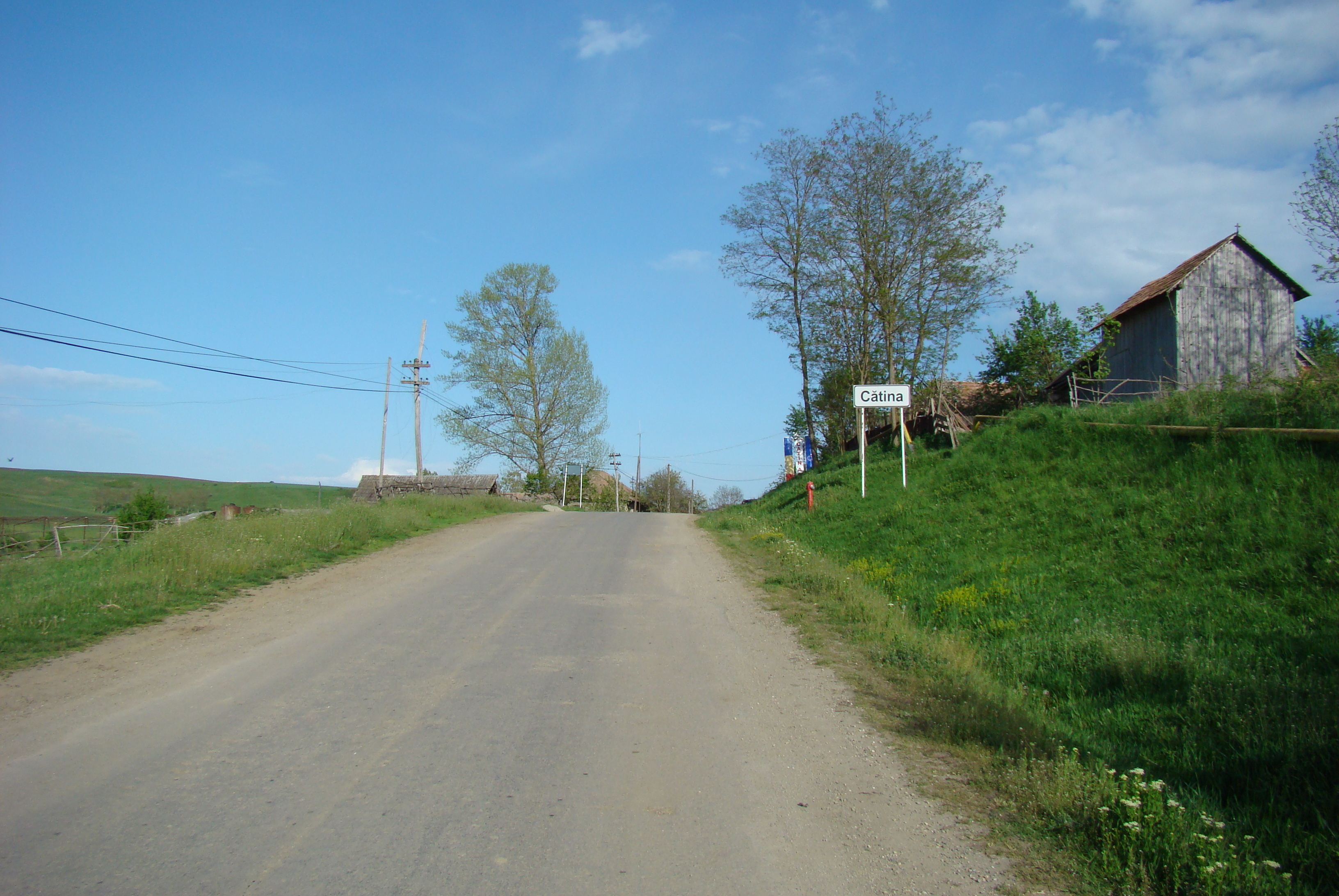
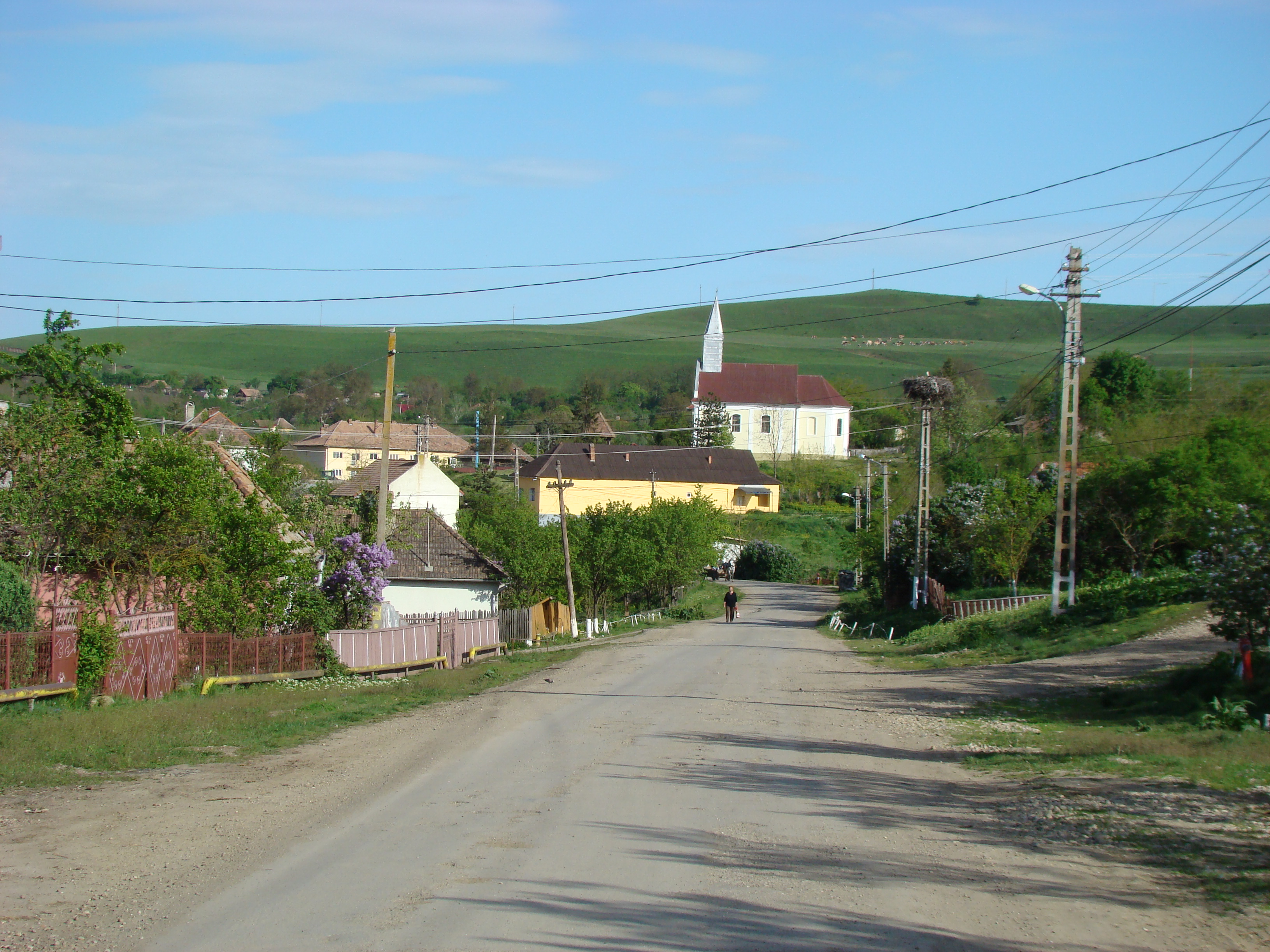
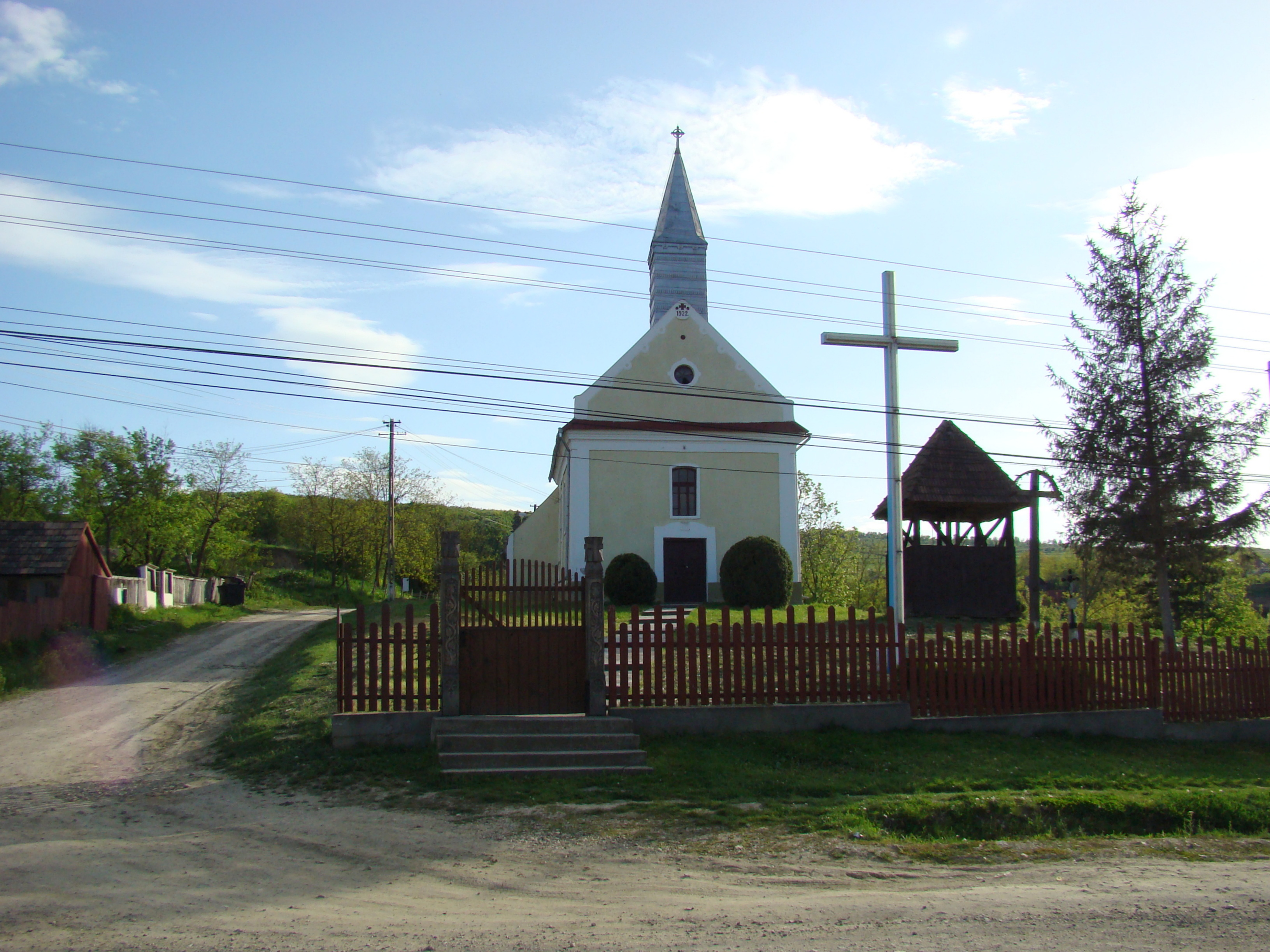
Biserica romano-catolică (monument istoric)
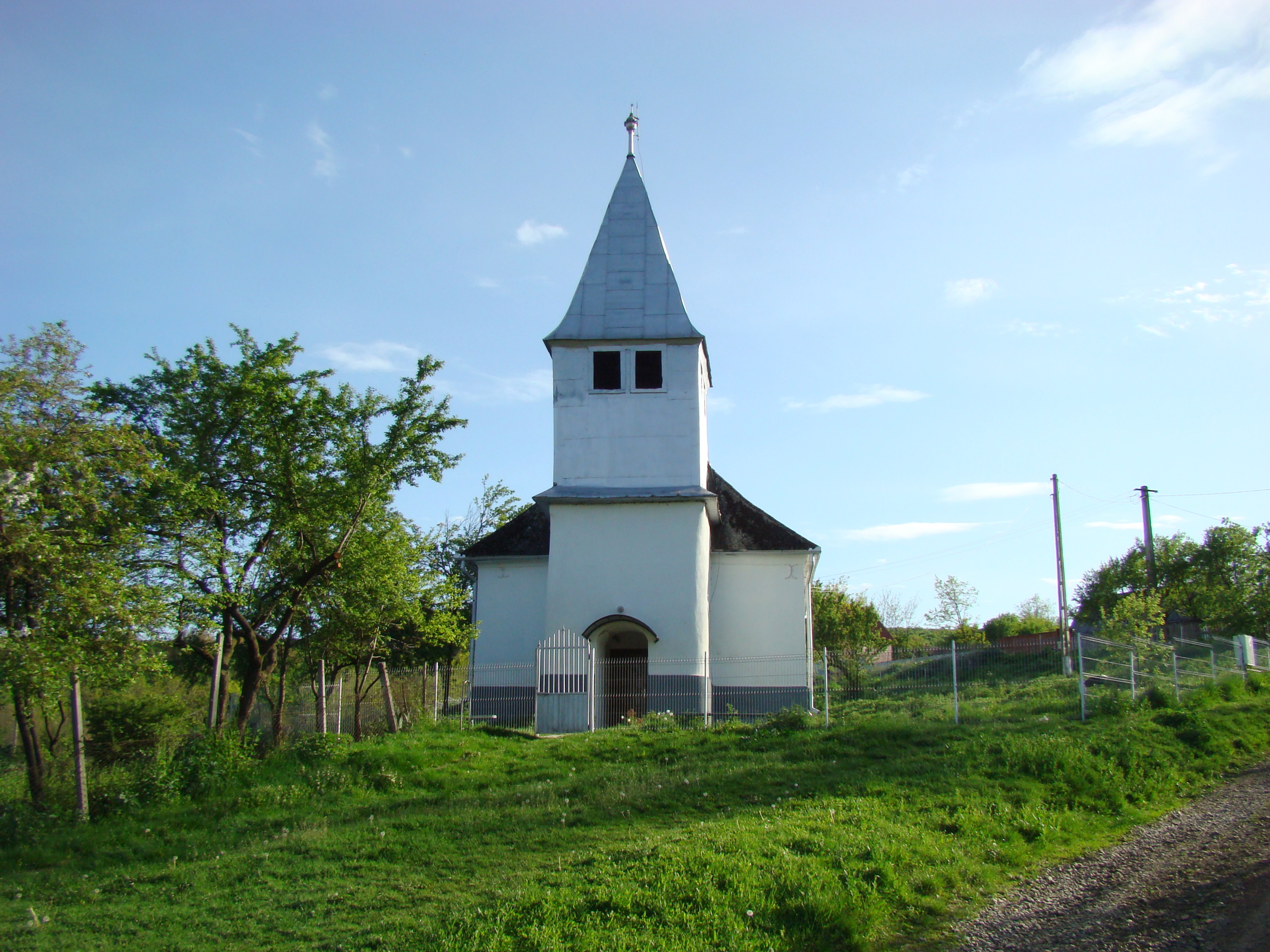
Biserica reformată
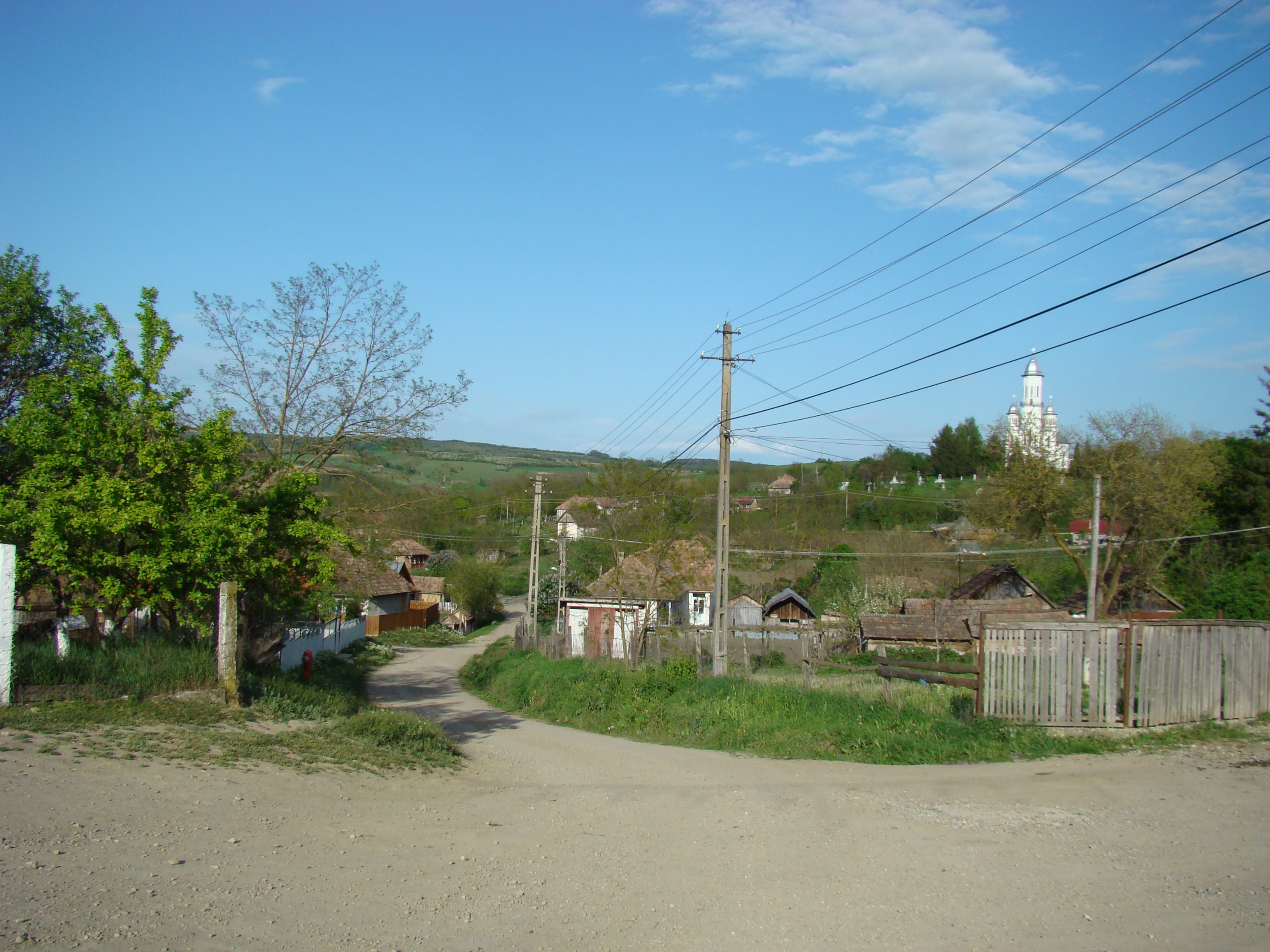
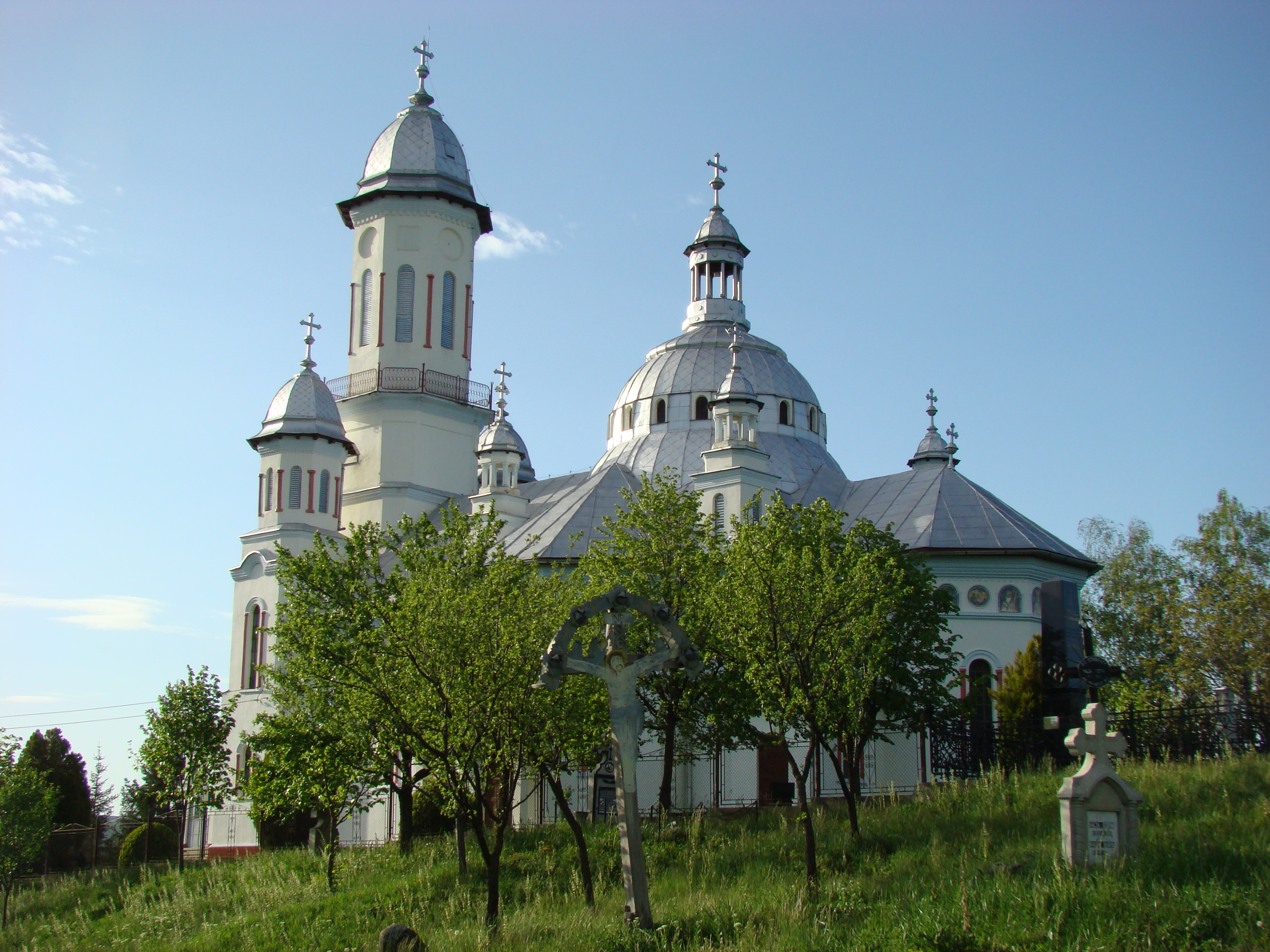
Biserica ortodoxă
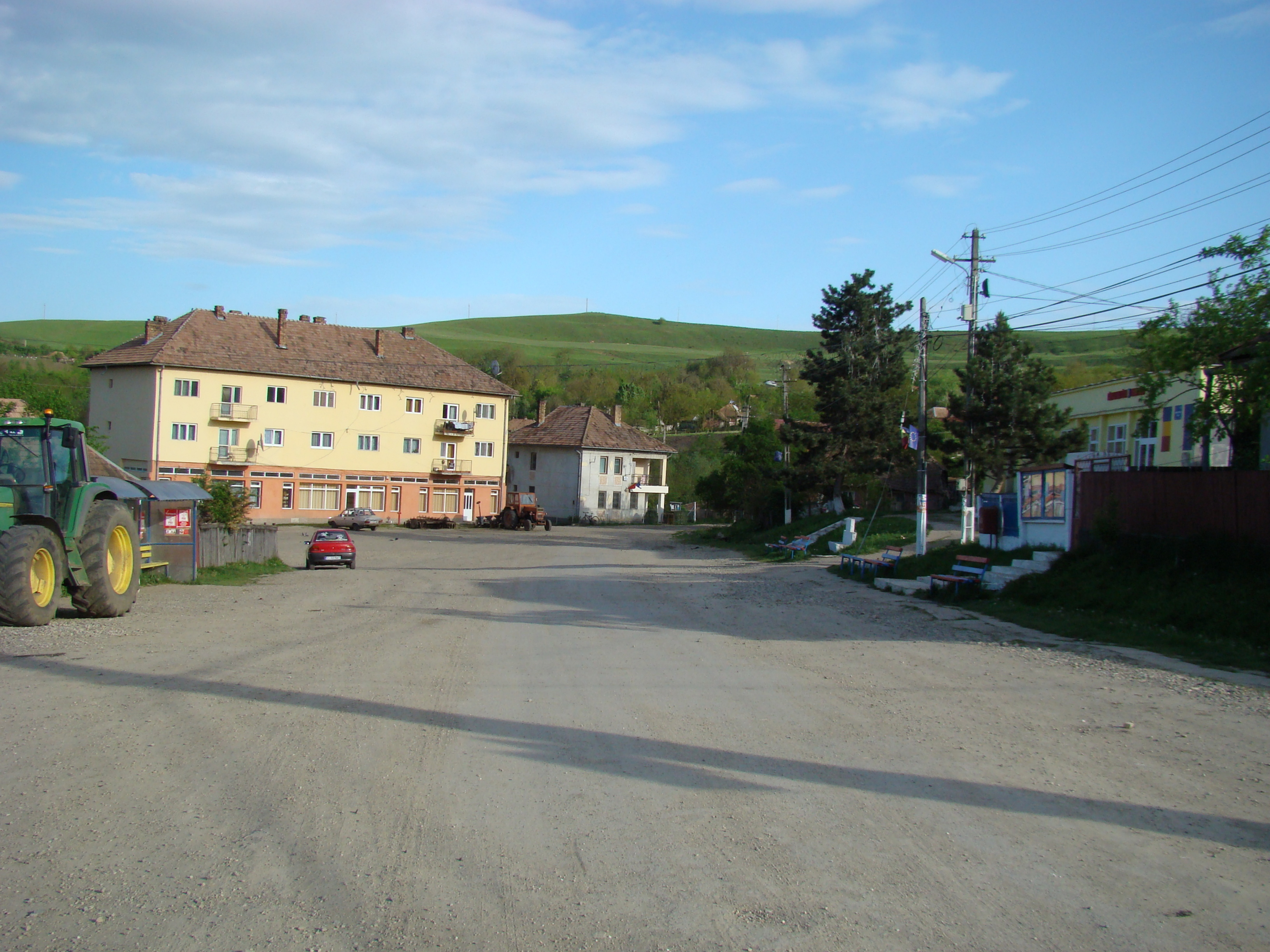

## Legături externe
Materiale media legate de Cătina la Wikimedia Commons
https://cluj.com/articole/sa-cunoastem-satele-clujene-catina/